# Sarecamixe
Sarecamixe (em turco: Sarıkamış), Zercamixe (em curdo: Zerqamîş) ou Sarilamixe (em armênio: Սարիղամիշ; romaniz.: Sariłamiš) é uma cidade e distrito na província de Carse, na região da Anatólia Oriental da Turquia. O distrito tem 2 038 km² de área e em dezembro de 2021 tinha 39 486 habitantes (densidade: 19,4 hab./km²).

## História
Obsidiana de Sarecamixe foi encontrada em vários sítios neolíticos no sul do Cáucaso, como em Arataxém e em Cramis Didigora, datando do VI milênio a.C.. Obsidiana do monte Meidane (ao sul de Sarecamixe) também foi encontrada no sul do Cáucaso. Depois, sítios arqueológicos próximos datam dos tempos do Reino de Urartu: há uma fortaleza numa colina ao lado do alto Sarecamixe; outra, a 12 quilômetros de distância, ao lado da vila de Chataque; e uma terceira, a 15 quilômetros de distância, num sítio conhecido como Iediquilisse. Em 1878, o arqueólogo Alexander Yeritsian descobriu perto de Sarecamixe uma inscrição cuneiforme do rei urartita Arguisti I (r. 786–764 a.C.), hoje abrigada no Museu Histórico da Geórgia, em Tiblíssi, que menciona a conquista de um assentamento na área.
Nada se sabe sobre a história de Sarecamixe até o século XIX. Após a Guerra Russo-Turca de 1877–1878, tornou-se parte do Império Russo, incorporada ao oblast de Carse, que era conhecido pela extrema diversidade étnica de sua população. Se desenvolveu numa cidade pequena e moderna. Por estar perto da fronteira otomana, também era uma estação militar com quartéis para dois regimentos. Tinha uma estação ferroviária que era o terminal ferroviário da linha que ia de Carse a Alexandropol. Várias pequenas mercearias e ateliês se estabeleceram na cidade e seus trabalhadores realizaram uma greve geral em 1920 por melhores condições.
Do final de dezembro de 1914 a 18 de janeiro de 1915, as tropas russas lutaram contra as tropas do Império Otomano na chamada Batalha de Sarecamixe, que terminou em vitória para os russos. Antes e depois desse confronto, era um dos pontos fortificados mais importantes na região de Carse, onde uma guarnição reforçada e um grande número de quartéis, arsenais e depósitos de alimentos estavam localizados. Sua população nunca excedeu três mil habitantes. Até o fim da Primeira Guerra Mundial, a maioria de seus habitantes eram armênios, que conseguiram fugir ao genocídio armênio de 1915 atravessando a fronteira rumo a Armênia Oriental.

## Geografia
Sarecamixe está localizada no planalto de Carse, a cerca de 30 quilômetros a sudoeste da cidade de Carse, no curso superior do rio Carse. É formada por duas aldeias unidas, chamadas Baixa e Alta Sarecamixe. Alta Sarecamixe deixou de existir e estava de três a 3,5 quilômetros de distância de Baixa Sarecamixe, na margem esquerda do Carse. Em 1907, ela tinha 152 habitantes. Baixa Sarecamixe, por sua vez, corresponde ao sítio ainda povoado. Em suas cercanias estão suas famosas florestas de cedro, cuja madeira, na Antiguidade, foi transportada Aras abaixo às capitais de Artaxata e Dúbio. Sua madeira foi essencial ao desenvolvimento do artesanato em madeira no planalto Armênio, que é pobre em florestas. Dada sua altitude elevada, historicamente o distrito foi procurado no verão.

## Subdivisões
O distrito é formado pelo município (belde) de Sarecamixe e 56 aldeias (köy):
Município
- Sarecamixe

Vilas
- Acoz (Akkoz'')
- Acorene (Akören)
- Alissofu (Alisofu)
- Altembulaque (Altınbulak)
- Armutlu
- Asboa (Asboğa)
- Axae Salepenar (Aşağı Sallıpınar)
- Balabantaxe (Balabantaş)
- Balecle (Balıklı)
- Bascoi (Başköy)
- Balenjique (Belencik)
- Bexiol (Beşyol)
- Boiale (Boyalı)
- Bozate (Bozat)
- Camamele (Hamamlı)
- Candere (Handere)
- Calebaxe (Kalebaşı)
- Caracosse (Karaköse)
- Caracurte (Karakurt)
- Carapenar (Karapınar)
- Caraurgane (Karaurgan)
- Caialeboaz (Kayalıboğaz)
- Cazantaxe (Kazantaş)
- Cazecaia (Kazıkkaya)
- Chamiaze (Çamyazı)
- Chardaquechate (Çardakçatı)
- Chataque (Çatak)
- Cholacle (Çolaklı)
- Cocholu (Koçoğlu)
- Corolu (Köroğlu)
- Cozane (Kozan)
- Curbanchaiere (Kurbançayırı)
- Esmechaier (Eşmeçayır)
- Guejicmez (Gecikmez)
- Guluje (Güllüce)
- Iaebassane (Yağıbasan)
- Iarcaia (Yarkaya)
- Iaiecle (Yayıklı)
- Ienigazi (Yenigazi)
- Ienicoi (Yeniköy)
- Incaia (İnkaya)
- Issessu (Isısu)
- Iucare Salepenar (Yukarı Sallıpınar)
- Mesjitli (Mescitli)
- Odalar
- Ortacale (Ortakale)
- Parmacdere (Parmakdere)
- Quezelchubuque (Kızılçubuk)
- Serataslar (Sırataşlar)
- Serbassane (Sırbasan)
- Sungutaxe (Süngütaşı)
- Taslegunei (Taşlıgüney)
- Topcaia (Topkaya)
- Uzungazi
- Xequitemine (Şehitemin)
- Xequitecalite (Şehithalit)